# 坪山镇
坪山镇位于重庆市垫江县东南部，面积79平方公里，与同为鹤游坪古城堡故地之一的鹤游镇接壤。是重庆市经济百强镇之一，也是垫江县南部片区中心镇。

## 文化沿革
坪山镇的文化属巴渝文化，与重庆市主城区文化、习俗基本相同。
坪山镇连同周边鹤游镇曾为鹤游地区，是涪州鹤游分州府所在地。后分州府撤消，拆分为两部分，分别作为涪陵第十六区、第十五区。
1953年，涪陵第十六区划归垫江县，后形成了坪山区，辖有沈家镇、界枫乡（沙坪乡）、三溪乡（三汇乡）、箐口乡、裴兴乡、永平乡。
重庆直辖后，撤消了坪山区，原坪山区政府转为新的沈家镇政府，新的沈家镇在原有基础上加入了界枫乡。2000年7月，沈家镇正式更名为坪山镇。

## 行政区划
坪山镇共下辖3个居委会和13个村委会
- 居委会
  1. 文昌社区居委会
  2. 回龙社区居委会
  3. 九龙社区居委会[註 2]

- 村委会
  1. 大坪村委会
  2. 黄桷村委会
  3. 旭东村委会
  4. 新风村委会
  5. 百兴村委会
  6. 双丰村委会
  7. 迎春村委会
  8. 莲花村委会
  9. 联合村委会
  10. 龙溪村委会
  11. 登陵村委会
  12. 古佛村委会
  13. 杨柳村委会

## 基础教育
- 幼儿园
  - 坪山中心幼儿园及其他私立幼儿园。

- 小学
  1. 坪山（镇）中心小学（沈家一小）
  2. 莲花小学
  3. 界枫小学
  4. 清平小学

- 中学
  - 垫江第五中学校（高完中）[註 3]

## 标志建筑
- 坪山镇人民政府

坪山镇人民政府办公大楼坐落于坪山区府坝子，建立在原政府大楼之后，是坪山镇的公务人员的主要办公场所。
- 垫江县人民法院坪山人民法庭

坪山人民法院位于重庆市垫江县坪山镇一环路坪山派出所对面，是垫江县人民法院分布在乡镇的四个法庭之一，其余三个分别为高安法庭、澄溪法庭和周嘉法庭，这也意味着垫江县的区域中心城镇仅有高峰未设有法庭。
另外，坪山镇内还有一个律师事务所，位于坪山派出所旁。
- 坪山瑞海新城

坪山瑞海新城位于坪山镇回兴街与一环路之间，总楼层18层 (包括底层)，是坪山镇内首个拥有电梯的小区，现今也是坪山镇建筑高度最高、销售价格最贵的小区。
坪山镇于2016年1月启动了该小区的配套工程回龙居民委员会瑞海新城污水主管网建设的招标工作，这也意味着到现在该小区可能已经投入使用。

## 经济
坪山镇2015年1-9 月实现工业产值7.1亿元，同比增长21.4％；规模以上工业企业总产值6634万元，同比增长17.8％。完成固定资产投资3.46亿元，同比增长 77.6％。招商引资实际到位资金4.3亿元，同比增长72.3％，实际利用内资3.17亿元，同比增长229％。

## 道路交通
坪山的主要街道如一环路、回兴街、平安大道已铺设沥青路，生活环境极大改善。
坪山境境内有一条省道S303开綦路垫（江）涪（陵）段与垫江县和涪陵区联系，可利用在垫江设站的渝万城际铁路和涪陵港。
此外，坪山境内还有垫江X169和X576两条县道，分别与县域内的白家、鹤游和砚台、澄溪等乡镇相连接。